# Антоніо Скармета
Естеба́н Анто́ніо Ска́рмета Врані́чич (ісп. Esteban Antonio Skármeta Vranicic; 7 листопада 1940, Антофагаста, Чилі — 15 жовтня 2024) — чилійський хорватського походження письменник, драматург і сценарист; лауреат Національної літературної премії 2014 року. Вважається однією з видних постатей латиноамериканської літератури кінця ХХ століття, як завдяки творам, так і екранізаціям за ними.

## З життєпису
Син Антоніо Скармети-Симунович і Магдалени Вранічич, хорват за походженням. Початкову освіту отримав в різних закладах, у тому числі в коледжі Сан-Луїс в Антофагасті, середню освіту здобував у Національному інституті Сантьяго.
Скармета вивчав філософію на факультеті філософії та освіти Чилійського університету під керівництвом іспанського мислителя Франсіско Солера Гріми, учня Хуліана Маріаса та Хосе Ортеги-і-Гассета. Його дипломна робота присвячена поглядам останнього («Ортега-і-Гассет: мова, жест і мовчання» / Ortega y Gasset (lenguaje, gesto y silencio), 1963). Саме в цей час і завдяки наставнику Скармета зацікавився філософією екзистенціалізму.
У 1964 році він отримав стипендію Фулбрайта для проведення аспірантського дослідження в США, де отримав ступінь магістра в Колумбійському університеті, Нью-Йорк (його дисертація була присвячена оповіді Хуліо Кортасара). Він виїхав за кордон зі своєю першою дружиною, Сесілією Буазьє, з якою він одружився того ж року. Від шлюбу з цією чилійською художницею народилося двоє дітей: Бельтран (у 1966 році, після повернення з Нью-Йорка), особистий радник і письменник, і Габріель (*1968), музикант.
Дворічне перебування в Сполучених Штатах було дуже плідним: він звик до театру, кіно та музичної сцени Мангеттена, навчався театру в акторській школі Пола Козелки. Там він також пише кілька оповідань, які ляжуть в основу його перших художніх творів.
Незабаром після повернення він почав працювати театральним режисером у Художній групі Педагогічного інституту, став професором філософії в Національному інституті та опублікував свою першу книгу оповідань El entusiasmo (1967). Згодом він викладатиме на факультеті філософії та освіти своєї alma mater.
У ті роки він спорадично працював на телебаченні та був частиною літературної програми на каналі Університету Чилі під назвою «Відкрита книга» (Libro abierto) та отримав свою першу велику нагороду: премію Casa de las Américas 1969 року за Desnudo en el tejado.
Лівий інтелектуал, Скармета був членом Руху єдиної нвродної дії у роки Народної єдності. Після військового перевороту (1973) письменник покинув країну разом з режисером Раулем Руїсом. Його першим пристанищем стала Аргентина, де він прожив рік у Барріо-де-Олівос і де опублікував свою третю книгу оповідань: Tiro libre (1974).
Потім він виїхав до Західної Німеччини, де отримав у 1975 році стипендію Мистецької програми Німецької академії академічного обміну, завдяки чому зміг написати свій перший роман «Мені наснилося, що горить сніг» (Soñé que la nieve ardía).
Від 1979 року він 3 роки працював професором сценарного мистецтва в Німецькій академії кіно і телебачення в Західному Берліні.
У 1981 році Скармета зійшовся з берлінкою польського походження Норою Преперскі, з якою одружився після повернення до Чилі, де у вересні 1989 року народився Фабіан Скармета.
Саме в Німеччині він вигадав історію листоноші Неруди: спочатку для німецького радіо, а потім як сценарій. Так з'явився однойменний фільм, який автор випустив у 1983 році. Оповідання з'явилося як книга під назвою «Палке терпіння» (Ardiente paciencia) в 1985 році, але після тріумфу фільму Майкла Редфорда вона була перейменована на «Листоноша Неруди» (El cartero de Neruda). Цей твір мав надзвичайний успіх, його перекладено близько 30 мовами, адаптовано для кіно, театру та радіо.
Він повернувся до Чилі в 1989 році після тривалого майже 16-річного вигнання. Наступного року він заснував літературну майстерню Генріха Белля в Інституті Ґете в Сантьяго, яку пройшла значна частина нової генерації чилійських письменників. У 1992 році він створив і вів телевізійну програму El show de los libros, яку транслював TVN.
У травні 2000 року, під час президентства Рікардо Лагоса, Антоніо Скармета був призначений послом у Німеччині, і обіймав цю посаду до лютого 2003 року.
Крім того, що він викладав в Університеті Чилі, також викладав у Вашингтонському університеті в Сент-Луїсі, штат Міссурі, і в коледжі Колорадо.
7 вересня 2015 року його було обрано дійсним членом Чилійської мовної академії.
Він страждав від раку шлунка, і був успішно прооперований у 2016 році.

## Скармета і кіно
Скармета написав кілька сценаріїв, зняв принаймні 2 фільми та зіграв у 5-ти. У 1973 році він написав перший сценарій Victoria для німецького режисера Петера Лілієнталя, який зняв однойменний фільм, що отримав приз на фестивалі телевізійних фільмів у Баден-Бадені в 1974 році. Сценарії для інших фільмів Лілієнталя також належать йому: Es herrscht Ruhe im Land (1976); La insurrección (1980), що згодом стане однойменним романом; і Der Radfahrer von San Cristóbal (1988), заснований на однойменній новелі. Він також написав фільм De lejos veo este país (1978), фільм Крістіана Цівера про сім'ю чилійських біженців у Німеччині; Die Spur des Vermißten (1980), Йоахіма Кунерта; Seine letzte Chance (1986) Александра фон Ешвеге; Neruda todo el amor (1998) чилійського режисера-документаліста Ігнасіо Агуеро та Brisa de Navidad (1999) мексиканця Карлоса Каррери.
Окрім згаданих тут екранізованих творів «Палке терпіння» також було перенесено в кіно — самим Скарметою у 1983 році як режисером і сценаристом під тією ж назвою та Майклом Редфордом під назвою «Листоноша» у 1994 році (лауреат багатьох міжнародних премій); El baile de la Victoria у 2009 році Фернандо Труебою; нарешті El plebiscito стало основою для фільму Ні (2012) Пабло Ларраіна. Бразилець Селтон Меллон зняв O filme da minha vida (2017) за мотивами роману Скармети Un padre de familia.

## Вибрана бібліографія
Оповідання і новели
- El entusiasmo, editorial Zig-Zag, Santiago, 1967; тексти на Memoria Chilena
- Desnudo en el tejado, Casa de las Américas, La Habana, 1969
- Tiro libre, cuentos, Siglo XXI Editores Argentina, Buenos Aires, 1973
- Novios y solitarios, cuentos, Siglo XXI Editores Argentina, Buenos Aires, 1975.
- Libertad de movimiento, Random House Mondadori, 2015

Романи
- Soñé que la nieve ardía, editorial Planeta, Barcelona, 1975.
- No pasó nada, Pomaire, Barcelona, 1980.
- La insurrección, Ediciones del Norte, Hanover, USA, 1982.
- Ardiente paciencia, 1985; через успіх фільму перевидано як El cartero de Neruda
- Matchball, editorial Sudamericana, Buenos Aires, 1989
- La boda del poeta, Debate, Madrid, 1999.
- La chica del trombón, Debate, Madrid, 2001.
- El baile de la Victoria, Planeta, Barcelona, 2003.
- Un padre de película, Planeta, Barcelona, 2010.
- Los días del arco iris, Planeta, 2011.

П'єси
- La búsqueda, 1976
- No pasó nada, 1977
- La mancha, 1978
- La composición, 1979
- Dieciocho kilates, п'єса, прем'єра 25 червня 2010 року на Міжнародному театральному фестивалі в Неаполі.

Книги для дітей
- La composición, cuento para niños, 1998 (спочатку Скармета написав версію для радіо наприкінці 1970-х років, а пізніше оповідання було опубліковано в Le Monde;[17] Ediciones Ekaré опублікував його в Каракасі в 2000 році з ілюстраціями Альфонсо Руано та У 2006 році Sudamericana випустила видання, проілюстроване Марією Деліа Лозупоне).
- Воротар гірського масиву, Мексика, CIDCLI, 2012.

інше
- Neruda por Skármeta, Barcelona, Seix Barral, 2004. 2004.

## Нагороди та відзнаки
Антоніо Скармета удостоєний численних нагород, премій і відзнак, як чилійських, так і міжнародних:
- Грант Фулбрайта (1964)
- Премія Casa de las Américas 1968 за Desnudo en el tejado
- Стипендія Berliner Künstlerprogramm DAAD (1975)[18]
- Командор Ордена «За заслуги перед Італійською Республікою» (19.07.1995)[19]
- Міжнародна літературна премія Бокаччо 1996 року за No pasó nada.
- Премія Llibreter за ілюстроване видання його оповідання La composición.
- Премія «Альтазор» 2000 за La boda del poeta.
- Премія Медічі 2001 року за La boda del poeta.
- Медаль Гете 2002 (Німеччина).
- Премія Ґринцане Кавоур 2001 за найкращий роман року в Італії.
- Оповідна премія Хосе Марія Аргедас 2003
- Премія ЮНЕСКО 2003 року з дитячої та юнацької літератури за толерантність у La redacción.
- Премія Planeta 2003 за El baile de la Victoria.
- Муніципальна літературна премія Сантьяго-де-Чилі 2004 року за книгу El baile de la Victoria.
- Міжнародна премія імені Енніо Флаяно 2006 року за «культурну та мистецьку цінність його творчості» і, зокрема, за El baile de la Victoria.
- Орден «За заслуги в мистецтві та культурі» Пабло Неруди 2010 (Чилі)
- Премія Planeta-Casa de América 2011 за Los días del arco iris.
- Міжнародна літературна премія імені Андреса Сабелли 2011 року (Міжнародний книжковий ярмарок Зікосур Антофагаста).[20]
- Кавалер ордена мистецтв і літератури (Франція).
- Командор мистецтв і літератури (Італія).
- Орден Марко Марулича (Хорватія).
- Національна премія з літератури 2014 (Чилі).